# ندرة (علم النفس الاجتماعي)
الندرة في مجال علم النفس الاجتماعي تتشابه كثيرًا مع الندرة في مجال الاقتصاد. وهي تعني، ببساطة، أن يضفي الناس قيمة أعلى على الشيء النادر، وقيمة أقل على الشيء المتوفر. وفكرة رغبتنا - كبشر - في شيء ما لا يمكننا الحصول عليه تزيد من رغبتنا فيه. وهذه الفكرة متأصلة بعمق في حمى الشراء الشهيرة التي تُعرَف باسم «الجمعة السوداء» والتي تنتاب المستهلكين في الولايات المتحدة كل عام في اليوم التالي لعيد الشكر. وفضلاً عن الحصول على صفقة لهدية رائعة، يسعى المتسوقون وراء المنافسة نفسها للحصول على منتج نادر.

## المبادئ
يؤدي اثنان من مبادئ علم النفس الاجتماعي، التي تنطبق على الندرة، إلى زيادة قوتها. يتمثل أحدهما في العقل الجمعي. يساهم هذا العامل في فعالية الندرة؛ لأنه عند نفاد السلعة أو انخفاض مخزونها بشدة، يفسر الناس ذلك بأنها سلعة جيدة بالتأكيد لأن الجميع يشترونها. أما المبدأ الثاني الذي يساهم في الندرة، فهو الالتزام والتناسقية. فإذا التزم المرء بشيء ما، ثم اكتشف أنه ليس بوسعه الحصول عليه، يزيد ذلك من رغبته في هذا الشيء.

## الدراسات
أُجريت العديد من الدراسات حول موضوع الندرة في علم النفس الاجتماعي. وتناولت إحداها دراسة آثار استخدام مصطلحات تدل على الندرة في إعلان عن وظيفة نادل في أحد المطاعم. وقُدِم للخاضعين للدراسة إعلانان لطلب المساعدة. مع إشارة أحدهما إلى أن عدد الوظائف الشاغرة كبير، في حين أشار الآخر إلى توفر عدد قليل فقط منها. وتوصلت الدراسة إلى أن الخاضعين لها، الذين قُدِم لهم الإعلان الذي يشير إلى عدد محدود من الوظائف، رأوا أنه من الأفضل العمل في هذه الشركة مقارنةً بتلك التي أشارت إلى توفر العديد من الوظائف بها. رأى الخاضعون للدراسة أيضًا أن الإعلان الذي يشير إلى عدد محدود من الوظائف يعني أجرًا أعلى. باختصار، أظهر الخاضعون للدراسة قدرًا أكبر من التقدير للشركة التي أشارت إلى توفر عدد محدود من الوظائف بها.